# Coelotes yodoensis
Coelotes yodoensis är en spindelart som beskrevs av Nishikawa 1977. Coelotes yodoensis ingår i släktet Coelotes och familjen mörkerspindlar. Inga underarter finns listade i Catalogue of Life.